# Salix nivalis
Salix nivalis är en videväxtart som beskrevs av William Jackson Hooker. Salix nivalis ingår i släktet viden, och familjen videväxter. Inga underarter finns listade i Catalogue of Life.